# Tight end

De positie van de tight end

Een tight end is een speler in het American en Canadian football. Tight ends behoren tot het aanvallende team en stellen zich op aan de zijkant van de eerste linie (de linemen).
Tight ends hebben twee taken. De eerste taak is het blokkeren van tegenstanders voor de eigen baldrager (meestal de running back of de quarterback). De tweede taak is het ontvangen van een pass van de quarterback. Deze taken hangen af van het speltype en de gekozen strategie van het team. Per aanvalspoging wordt één tight end ingezet. De zijkant waar deze speler wordt ingezet, wordt de strong side genoemd. De zijkant van de eerste linie waar de tight end niet staat, wordt de weak side genoemd.
Aanval: Quarterback · Wide receiver · Tight end · Center · Guard · Offensive tackle · Running back · Fullback · H-back

Verdediging: Defensive tackle · Defensive end · Nose tackle · Linebacker · Defensive back

Speciale teams: Placekicker · Punter · Long snapper · Holder · Punt returner · Kick returner · Gunner